# 鐮嘴管鴰
鐮嘴管鴰（学名：Drepanis coccinea、夏威夷語：ʻIʻiwi），又稱鐮嘴管舌鳥、鐮嘴管舌雀，是夏威夷的一種原生鳥類，呈鮮豔的紅色，具有鐮刀狀的喙以取食花蜜，其羽毛為夏威夷傳統羽毛斗篷的原料。鐮嘴管鴰目前被國際自然保護聯盟（IUCN）列為易危物種，近年來其族群數量可能正持續下降中。

## 詞源
鐮嘴管鴰最早於1780年由德國自然歷史學家格奥尔格·福斯特描述發表，當時被歸入旋木雀屬中，標本由曾跟隨詹姆士·庫克航行至夏威夷的巴托德·羅曼（Barthold Lohmann）採集，其種小名coccinea為拉丁文，意為「鮮紅色」。後來德國鳥類學家路德維希·賴興巴赫將本種改歸入單型的Vestiaria屬，屬名為拉丁文，意為「服飾」，因本種的羽毛曾為夏威夷貴族用來裝飾斗篷與頭飾而得名；2015年，本種改歸入Drepanis屬，為該屬唯一的現生物種，屬名來自希臘文的drepanē，意為「鐮刀」，因其喙的形狀而得名。本種夏威夷語的名稱ʻIʻiwi可能來自原始玻里尼西亞語的kiwi，而kiwi一詞在玻里尼西亞中部意指太平洋杓鹬，在紐西蘭則意指奇異鳥。

## 外形

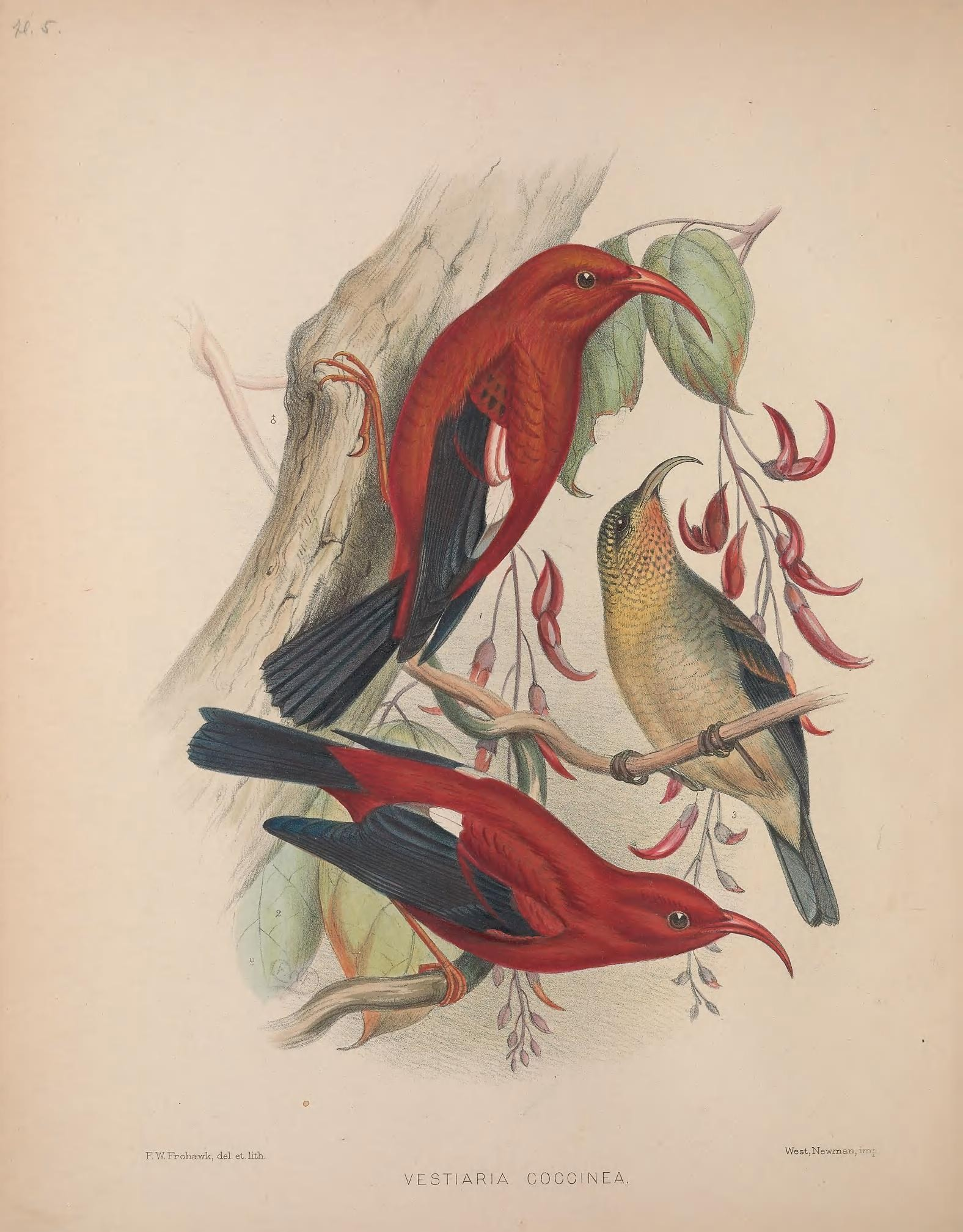
鐮嘴管鴰的插圖

鐮嘴管鴰的成鳥體長約為15公分，為中型的管舌鳥，雄鳥體型稍大於雌鳥。頭部與軀幹呈鮮紅色，翅膀與尾部為黑色；喙為鐮刀狀，呈鮭紅色，形狀與夏威夷半邊蓮植物等當地多種植物的花冠吻合，適於取食植物花蜜，1902年起，當地的夏威夷半邊蓮植物族群大幅下降，使鐮嘴管鴰改以多形鐵心木的花蜜為食。

## 生態
鐮嘴管鴰主要以花蜜為食，亦可取食小型節肢動物。本種為留鳥，但尋找蜜源時可能會進行遷徙，亦有能力在不同島嶼間飛行；整年均可繁殖，不過繁殖季以二月至六月間較多，其婚配制度為單配偶制，惟繁殖季以外的時間雄鳥與雌鳥不會一起生活。窩卵數一般為兩顆卵，卵長約2公分、寬約1.5公分，呈白色且帶有不規則的棕色斑紋，卵一般於兩週後孵化，幼鳥體色為橘黃色，羽色則為灰色，飛羽約於孵化後三週長成。
本種曾有與同為夏威夷原生鳥類的白臀蜜鳥雜交的紀錄。

## 分布
鐮嘴管鴰出現在海拔300公尺至2900公尺的森林中，其中以海拔1300公尺至1900公尺處較為密集。雖過去在夏威夷各主要島嶼上皆有分布，但現在拉奈島上的本種族群已消失，歐胡島與摩洛凱島也僅存極小的族群。1995年的統計顯示本種的個體數大於35萬，但近年數量可能持續下降中，其中考艾島與夏威夷島西部的族群尤甚，可能僅剩不到兩成，只有茂宜島順風側與夏威夷島哈卡勞的族群數量較為穩定。其數量下降的可能原因包括棲地破壞、外來種哺乳類（牛、豬、貓與鼠）的捕食以及暖化造成鳥類瘧疾感染的比率上升等。2004年本種被IUCN列為近危物種，2008年起改列為易危物種。

## 文化

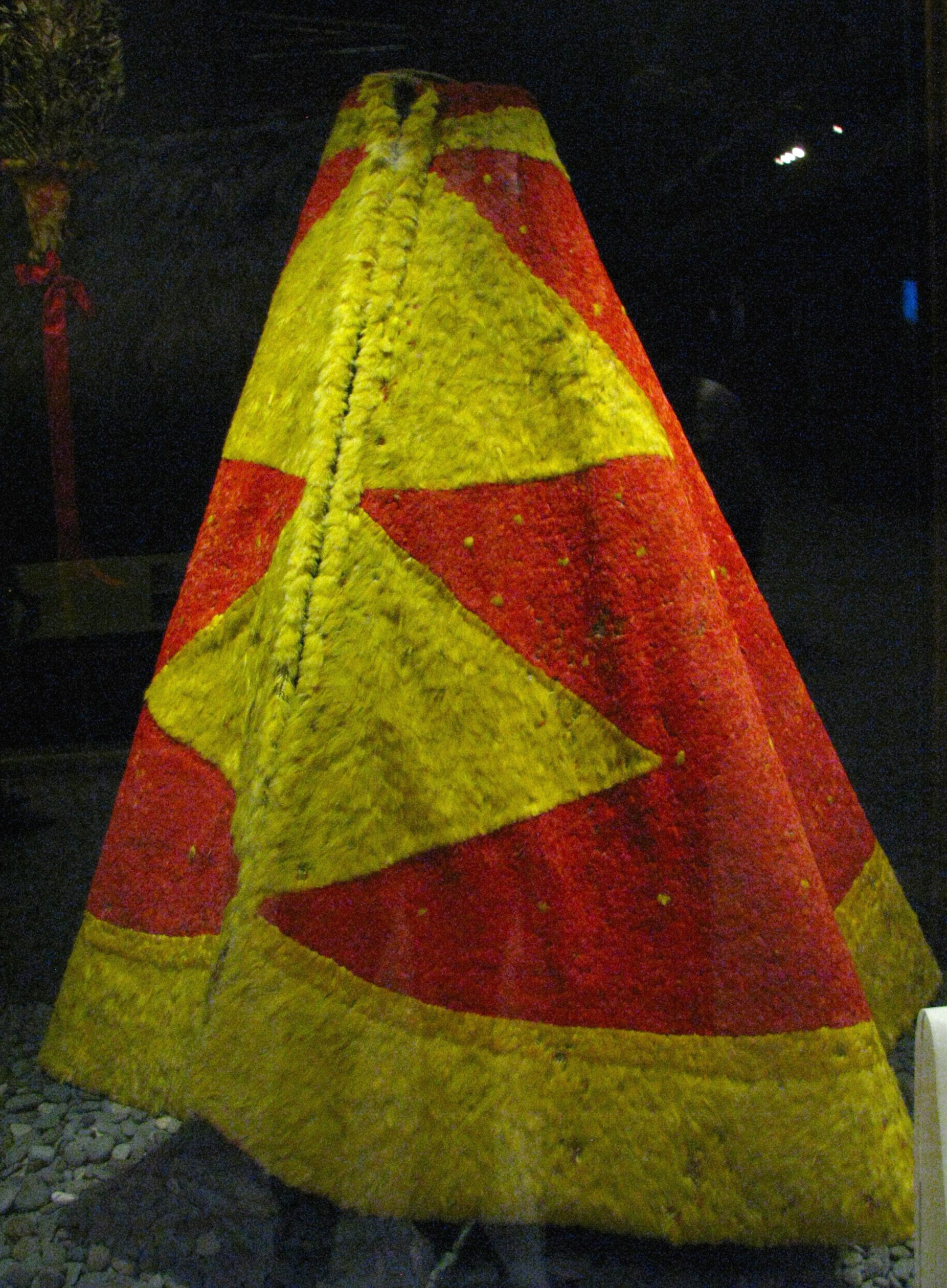
檀香山畢夏普博物館展示的羽毛斗篷，可能是部落酋長卡拉尼奧普烏所有，其中紅色部分為鐮嘴管鴰的羽毛，黃色部分為吸蜜鳥屬鳥類的羽毛

鐮嘴管鴰在夏威夷民俗中佔有一席之地，在當地人的眼中是一種神聖的鳥類，其羽毛被用於製作斗篷、頭飾與花環，為貴族身份地位的象徵。捕鳥人（kia manu）會將麵包樹的樹脂或腺果藤種子的黏液塗抹在指葉木屬樹木Cheirodendron trigynum的枝條上，並置於林中，當鳥類停棲於枝條上時便會被黏住而無法掙脫。
鐮嘴管鴰也出現在夏威夷的神話故事中。故事描述在很久以前，人們無法看到夏威夷的鳥類，只能聽到牠們歌聲，唯有半神毛伊可以見到，並將這些鳥一一塗上紅色、金色等鮮豔的顏色，有一日，一位來自另一座島嶼的神來拜訪毛伊，與他互相自誇各自島嶼的美麗，毛伊便召集了所有鳥類，讓牠們高聲鳴唱，並在訪客震驚不已時讓這些鳥顯現在人們眼前，使人們第一次得以見到紅色的鐮嘴管鴰與白臀蜜鳥、金色的夏威夷吸蜜鳥與夏威夷監督吸蜜鳥等鳥類。
夏威夷歌曲"Sweet Lei Mamo"中有一句歌詞"The i'iwi bird, too, is a friend"（鐮嘴管鴰也是朋友）提到鐮嘴管鴰。

## 圖集

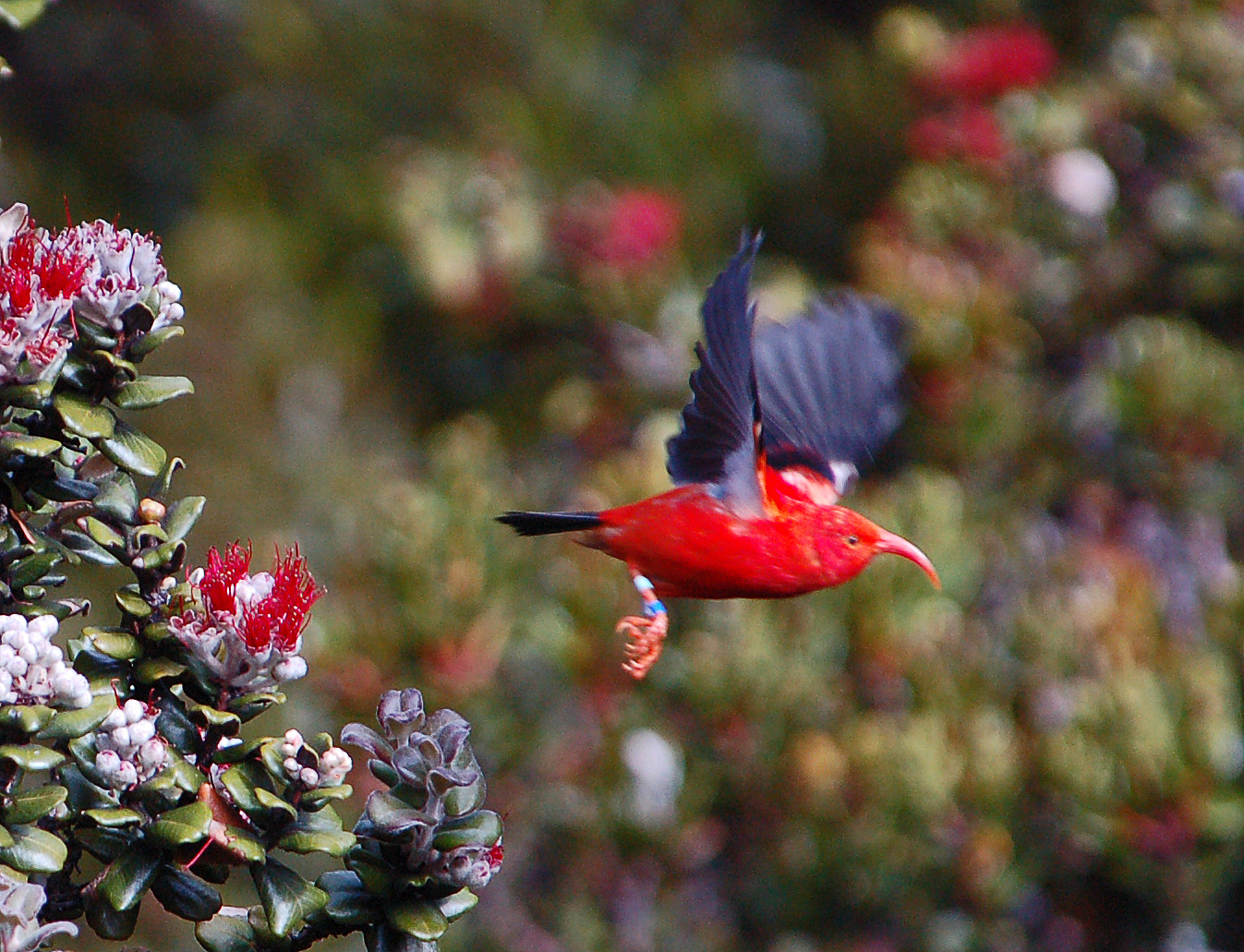
飛行中的鐮嘴管鴰
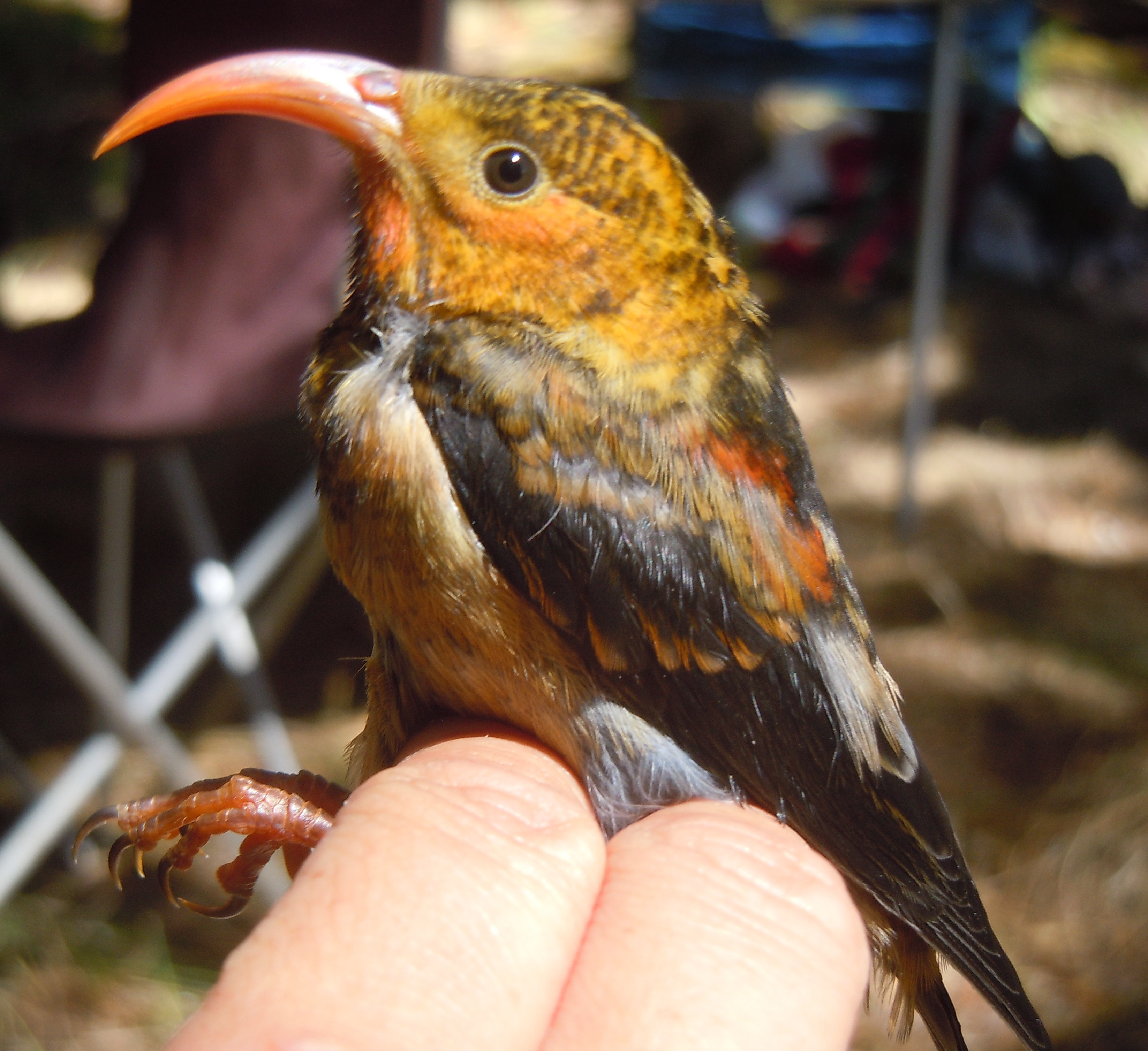
鐮嘴管鴰的幼鳥
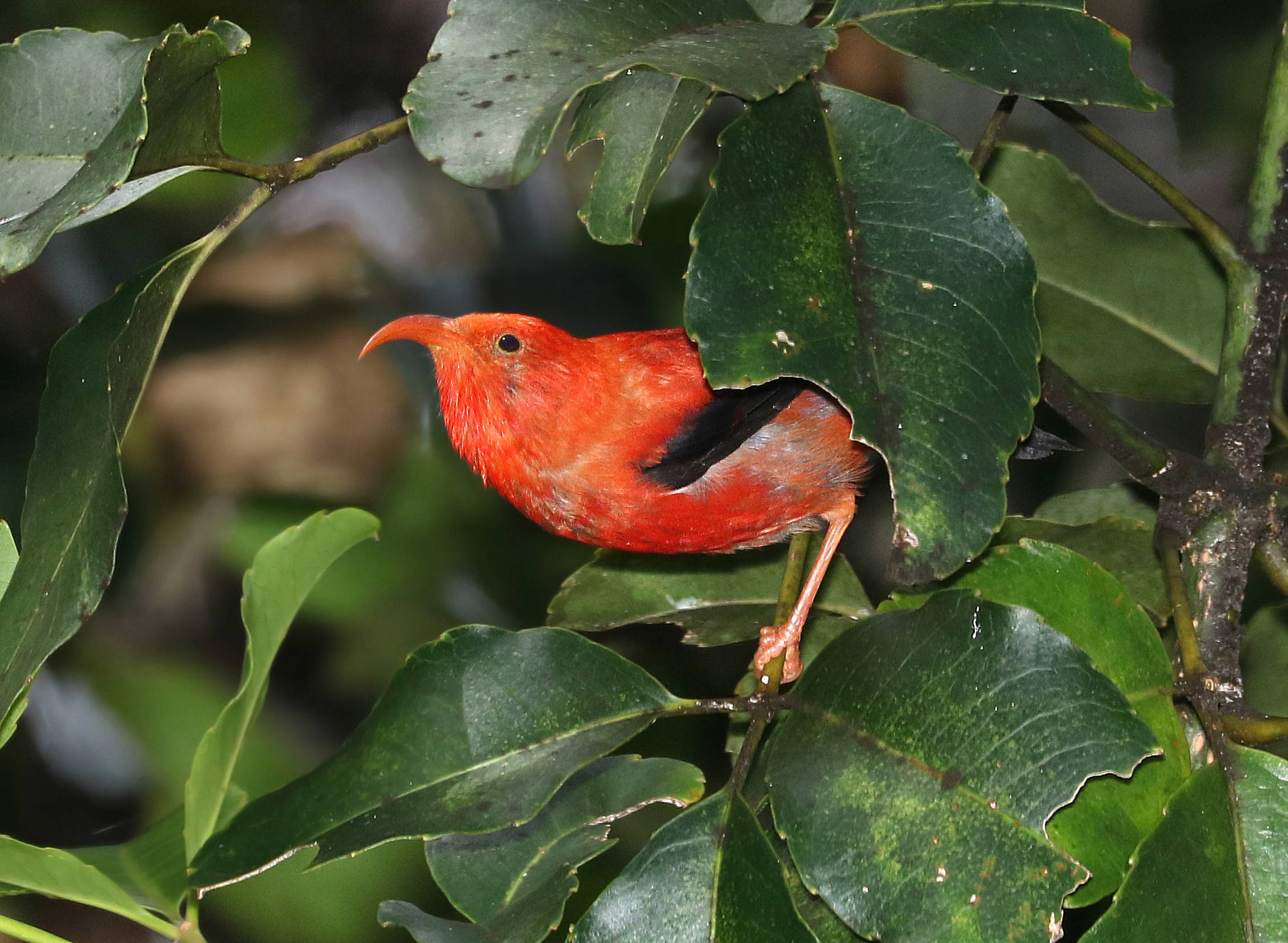
哈卡勞國家野生動物保護區（英语：Hakalau Forest National Wildlife Refuge）中的鐮嘴管鴰
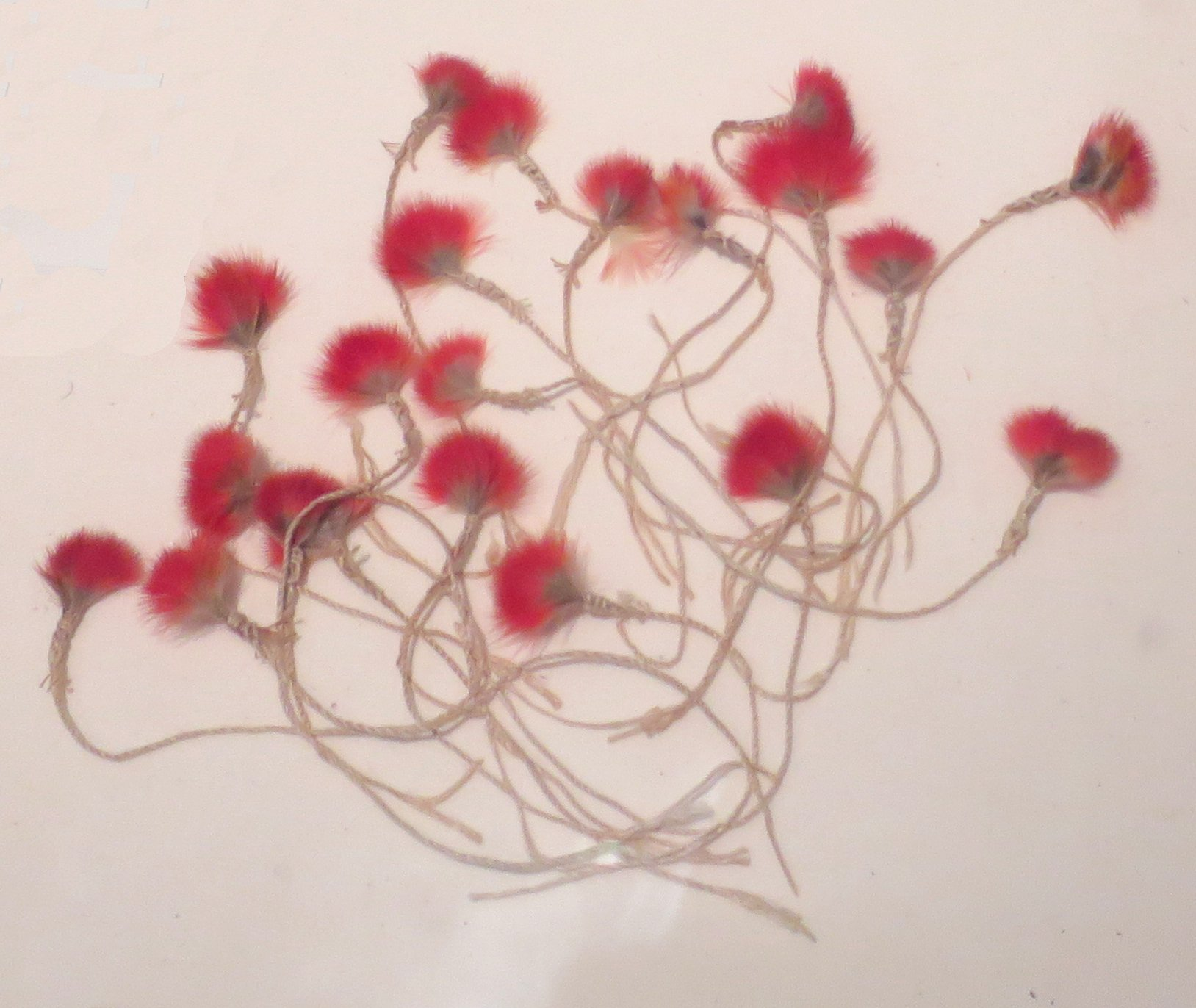
以鐮嘴管鴰羽毛製成的藝術品，藏於夏威夷懷盧庫的貝利之家博物館（英语：Bailey House Museum）

## 外部連結
- BirdLife Species Factsheet. （页面存档备份，存于）
- ʻIʻiwi videos, photos & sounds （页面存档备份，存于） on the Internet Bird Collection
- Extra information on the Iiwi
- （页面存档备份，存于） DNLR factsheet for the I'iwi.